# Picibanil
Picibanil, meist auch als OK-432 bezeichnet, ist ein Sklerolosant und Immunstimulans.

## Zusammensetzung und Eigenschaften
OK-432 besteht aus einem lyophilisierten und mit Benzylpenicillin (Penicillin G) und Wasserstoffperoxid behandeltem speziellen Stamm (Su) von Streptococcus pyogenes (Gruppe A Typ III 3). Dieser Stamm ist niedrig virulent. Picibanil hat die CAS-Nummer 39325-01-4. Der LD50-Wert beträgt:
- Ratte, intraperitoneal: 160 mg/kg
- Maus, intraperitoneal: 125 mg/kg
- Ratte, subkutan: 450 mg/kg
- Maus, subkutan: 197 mg/kg
- Ratte, intravenös: 25 mg/kg
- Maus, intravenös: 24,5 mg/kg

## Anwendung und Wirkung
Bei der Therapie von Lymphangiomen mit OK-432 konnten bei Kindern und bei Erwachsenen positive Resultate erzielt werden. Mittlerweile wird der Einsatz in der Erstlinien-Therapie für diese Indikation diskutiert.
OK-432 wird unmittelbar in den Tumor beziehungsweise das Lymphangiom injiziert (intraläsional). Es erzeugt an der Injektionsstelle eine Immunreaktion mit lokaler Entzündung. Die Proliferation von neutrophilen Granulozyten, Makrophagen, NK-Zellen und T-Lymphozyten wird durch die Erhöhung bestimmter Zytokin- und Interleukinspiegel stimuliert. Wird Picibanil in die Zysten einer lymphatischen Erkrankung injiziert, bewirkt der Entzündungsprozess eine erhöhte Durchlässigkeit der Endothelien, was den Abfluss der gestauten Lymphe beschleunigt. Danach kommt es durch einen Schrumpfungsprozess des Gewebes zur Sklerosierung und so zur Rückbildung der zystischen Strukturen.
Ursprünglich wurde OK-432 für die Krebsimmuntherapie entwickelt, um eine unspezifische aktive Immunisierung hervorzurufen. Die dabei in klinischen Studien erhaltenen Ergebnisse sind uneinheitlich.

## Nebenwirkungen
Als Nebenwirkungen nach der Injektion von OK-432 werden vorübergehendes Fieber, Erythema, Parästhesien und Schwellungen im Bereich der Injektionsstelle beschrieben. Normalerweise verschwinden diese Nebenwirkungen ab dem vierten Tag nach der Injektion.

## Entwicklungsgeschichte
OK-432 wurde 1967 von H. Okamoto und Kollegen in Japan entwickelt.

## Weiterführende Literatur
- M. T. Poldervaart u. a.: Treatment of lymphatic malformations with OK-432 (Picibanil): review of the literature. In: J Craniofac Surg 20, 2009, S. 1159–1162. PMID 19553857 (Review)
- M. G. Kim u. a.: The therapeutic effect of OK-432 (picibanil) sclerotherapy for benign neck cysts. In: Laryngoscope 118, 2008, S. 2177–2181. PMID 19029851
- S. Knipping u. a.: Sclerotherapy of cervical cysts with Picibanil (OK-432). In: Eur Arch Otorhinolaryngol 264, 2007, S. 423–427. PMID 17082941
- K. Kasahara u. a.: Randomized phase II trial of OK-432 in patients with malignant pleural effusion due to non-small cell lung cancer. In: Anticancer Res 26, 2006, S. 1495–1499. PMID 16619563
- A. Fujino u. a.: A Role of Cytokines in OK-432 Injection Therapy for cystic Lymphangioma. In: J Pediatr Surg 38, 2003, S. 1806–1809. PMID 14666473
- J. Laranne u. a.: OK-432 (Picibanil) therapy for lymphangiomas in children. In: Eur Arch Otorhinolaryngol 259, 2002, S. 274–278. PMID 12107533 (Review)
- G. Claesson und R. Kuylenstierna: OK-432 therapy for lymphatic malformation in 32 patients (28 children). In: Int J Pediatr Otorhinolaryngol 1, 2002, S. 1–6. PMID 12127216
- C. Luzzato u. a.: Sclerosing treatment of lymphangiomas with OK-432. In: Arch Dis Child 82, 2000, S. 316–318. PMID 10735841
- M. Mikhail u. a.: Sclerosing of recurrent lymphangiomas using OK-432. In: J Pediatr Surg 30, 1997, S. 1159–1160. PMID 7472972
- S. Ogita u. a.: OK-432 therapy for lymphangioma in children: Why and how does it work? In: J Pediatr Surg 31, 1996, S. 477–480. PMID 8801295
- S. Ogita u. a.: OK-432 Therapy in 64 Patients with lymphangioma. In: J Pediatr Surg 29, 1994, S. 784–785. PMID 8078021
- S. Ogita u. a.: Treatment of cystic hygroma in children with special reference to OK-432 therapy. In: Z Kinderchir 42, 1987, S. 279–281. PMID 2446443
- S. Kai u. a.: Studies on the immunopotentiating effects of a streptococcal preparation, OK-432. I. Enhancement of T cell-mediated immune responses of mice. In: Clin Exp Immunol 37, 1979, S. 98–105. PMID 314874; PMC 1537677 (freier Volltext)